# Liste der ÖRK-Mitgliedskirchen in Europa
Die Liste der ÖRK-Mitgliedskirchen in Europa erfasst die Mitglieder des Ökumenischen Rats der Kirchen, geordnet nach den Staaten, in denen sie ihren Hauptsitz haben.
| Hauptsitz (Staat)      | Kirche                                                                          | Kirchenfamilie                                | Mitgliederzahl |
| ---------------------- | ------------------------------------------------------------------------------- | --------------------------------------------- | -------------- |
| Albanien               | Autokephale Orthodoxe Kirche von Albanien                                       | Östlich-orthodoxe Kirchen                     | 400.000        |
| Armenien               | Armenische Apostolische Kirche (Etschmiadsin)                                   | Orientalisch-orthodoxe Kirchen                | 8.023.000      |
| Belgien                | Vereinigte Protestantische Kirche von Belgien                                   | Vereinigte und sich vereinigende Kirchen      | 50.000         |
| Dänemark               | Baptistenunion von Dänemark                                                     | Baptistengemeinden                            | 20.000         |
| Dänemark               | Evangelisch-Lutherische Volkskirche in Dänemark                                 | Lutherische Kirchen                           | 4.500.000      |
| Deutschland            | Katholisches Bistum der Alt-Katholiken in Deutschland                           | Altkatholische Kirchen                        | 15.500         |
| Deutschland            | Evangelische Kirche in Deutschland                                              | Vereinigte und sich vereinigende Kirchen      | 26.211.000     |
| Deutschland            | Lettische Evangelisch-Lutherische Kirche weltweit                               | Lutherische Kirchen                           | 25.000         |
| Deutschland            | Arbeitsgemeinschaft Mennonitischer Gemeinden in Deutschland                     | Brüder-Unität und historische Friedenskirchen | 4.455          |
| Deutschland            | Evangelische Brüder-Unität                                                      | Brüder-Unität und historische Friedenskirchen | 36.154         |
| Estland                | Estnische Evangelisch-Lutherische Kirche                                        | Lutherische Kirchen                           | 265.700        |
| Finnland               | Orthodoxe Kirche von Finnland                                                   | Östlich-orthodoxe Kirchen                     | 61.000         |
| Finnland               | Evangelisch-Lutherische Kirche Finnlands                                        | Lutherische Kirchen                           | 4.400.000      |
| Frankreich             | Union Protestantischer Kirchen von Elsass und Lothringen                        | Vereinigte und sich vereinigende Kirchen      | 250.000        |
| Frankreich             | Vereinigte Protestantische Kirche von Frankreich                                | Vereinigte und sich vereinigende Kirchen      | 400.000        |
| Griechenland           | Kirche von Griechenland                                                         | Östlich-orthodoxe Kirchen                     | 10.003.402     |
| Griechenland           | Griechische Evangelische Kirche                                                 | Reformierte Kirchen                           | 5.000          |
| Irland                 | Kirche von Irland                                                               | Anglikanische Kirchen                         | 365.000        |
| Irland                 | Methodistische Kirche in Irland                                                 | Methodistische Kirchen                        | 60.000         |
| Island                 | Evangelisch-Lutherische Kirche Islands                                          | Lutherische Kirchen                           | 252.461        |
| Italien                | Bund der Christlich-Evangelischen Baptisten Italiens                            | Baptistengemeinden                            | 4.437          |
| Italien                | Evangelisch-Methodistische Kirche von Italien                                   | Methodistische Kirchen                        | 4.000          |
| Italien                | Evangelische Waldenserkirche                                                    | Reformierte Kirchen                           | 25.000         |
| Lettland               | Evangelisch-Lutherische Kirche Lettlands                                        | Lutherische Kirchen                           | 39.000         |
| Niederlande            | Vereinigung der niederländischen Mennonitengemeinden                            | Brüder-Unität und historische Friedenskirchen | 10.200         |
| Niederlande            | Alt-Katholische Kirche der Niederlande                                          | Altkatholische Kirchen                        | 10.000         |
| Niederlande            | Protestantische Kirche in den Niederlanden                                      | Vereinigte und sich vereinigende Kirchen      | 2.500.000      |
| Niederlande            | Remonstrantische Bruderschaft                                                   | Reformierte Kirchen                           | 10.000         |
| Norwegen               | Kirche von Norwegen                                                             | Lutherische Kirchen                           | 3.800.000      |
| Österreich             | Evangelische Kirche Augsburgischen und Helvetischen Bekenntnisses in Österreich | Vereinigte und sich vereinigende Kirchen      | 325.905        |
| Österreich             | Alt-Katholische Kirche Österreichs                                              | Altkatholische Kirchen                        | 14.621         |
| Polen                  | Evangelisch-Augsburgische Kirche in Polen                                       | Lutherische Kirchen                           | 80.000         |
| Polen                  | Alt-Katholische Kirche der Mariaviten in Polen                                  | Altkatholische Kirchen                        | 29.000         |
| Polen                  | Autokephale Orthodoxe Kirche in Polen                                           | Östlich-orthodoxe Kirchen                     | 600.000        |
| Polen                  | Polnische Katholische Kirche in Polen                                           | Altkatholische Kirchen                        | 20.000         |
| Portugal               | Evangelisch-Presbyterianische Kirche Portugals                                  | Reformierte Kirchen                           | 3.000          |
| Portugal               | Lusitanische Katholisch-Apostolische Kirche von Portugal                        | Anglikanische Kirchen                         | 5.000          |
| Rumänien               | Evangelische Kirche A.B. in Rumänien                                            | Lutherische Kirchen                           | 14.543         |
| Rumänien               | Evangelisch-Lutherische Kirche in Rumänien                                      | Lutherische Kirchen                           | 33.000         |
| Rumänien               | Reformierte Kirche in Rumänien                                                  | Reformierte Kirchen                           | 560.000        |
| Rumänien               | Rumänische Orthodoxe Kirche                                                     | Östlich-orthodoxe Kirchen                     | 18.806.428     |
| Russische Föderation   | Russische Orthodoxe Kirche                                                      | Östlich-orthodoxe Kirchen                     | 164.100.000    |
| Schweden               | Schwedische Kirche                                                              | Lutherische Kirchen                           | 7.200.000      |
| Schweden               | Equmeniakyrkan                                                                  | Vereinigte und sich vereinigende Kirchen      | 63.000         |
| Schweiz                | Evangelisch-reformierte Kirche Schweiz                                          | Reformierte Kirchen                           | 2.416.973      |
| Schweiz                | Christkatholische Kirche der Schweiz                                            | Altkatholische Kirchen                        | 13.500         |
| Serbien                | Reformierte Christliche Kirche in Serbien und Montenegro                        | Reformierte Kirchen                           | 17.000         |
| Serbien                | Serbische Orthodoxe Kirche                                                      | Östlich-orthodoxe Kirchen                     | 8.000.000      |
| Serbien                | Slowakische Evangelisch-Christliche Kirche A.B. in Serbien und Montenegro       | Lutherische Kirchen                           | 50.000         |
| Slowakei               | Evangelische Kirche A.B. in der Slowakischen Republik                           | Lutherische Kirchen                           | 372.858        |
| Slowakei               | Orthodoxe Kirche der tschechischen Länder und der Slowakei                      | Östlich-orthodoxe Kirchen                     | 75.000         |
| Slowakei               | Reformierte Christliche Kirche in der Slowakei                                  | Reformierte Kirchen                           | 109.735        |
| Spanien                | Spanische Evangelische Kirche                                                   | Reformierte Kirchen                           | 2.700          |
| Spanien                | Spanische Reformierte Bischöfliche Kirche                                       | Anglikanische Kirchen                         | 5.000          |
| Tschechische Republik  | Tschechoslowakische Hussitische Kirche                                          | Reformierte Kirchen                           | 99.103         |
| Tschechische Republik  | Evangelische Kirche der Böhmischen Brüder                                       | Vereinigte und sich vereinigende Kirchen      | 117.000        |
| Tschechische Republik  | Schlesische Evangelische Kirche A.B.                                            | Lutherische Kirchen                           | 30.000         |
| Türkei                 | Ökumenisches Patriarchat                                                        | Östlich-orthodoxe Kirchen                     | 5.255.000      |
| Ungarn                 | Baptistenunion von Ungarn                                                       | Baptistengemeinden                            | 11.400         |
| Ungarn                 | Evangelisch-Lutherische Kirche in Ungarn                                        | Lutherische Kirchen                           | 305.000        |
| Ungarn                 | Reformierte Kirche in Ungarn                                                    | Reformierte Kirchen                           | 620.000        |
| Vereinigtes Königreich | Baptistenunion von Großbritannien                                               | Baptistengemeinden                            | 140.918        |
| Vereinigtes Königreich | Kirche in Wales                                                                 | Anglikanische Kirchen                         | 78.000         |
| Vereinigtes Königreich | Kirche von England                                                              | Anglikanische Kirchen                         | 25.000.000     |
| Vereinigtes Königreich | Kirche von Schottland                                                           | Reformierte Kirchen                           | 1.149.000      |
| Vereinigtes Königreich | Methodistische Kirche von Großbritannien                                        | Methodistische Kirchen                        | 293.661        |
| Vereinigtes Königreich | Presbyterianische Kirche von Wales                                              | Reformierte Kirchen                           | 36.251         |
| Vereinigtes Königreich | Schottische Bischöfliche Kirche                                                 | Anglikanische Kirchen                         | 44.280         |
| Vereinigtes Königreich | Union Walisischer Unabhängiger                                                  | Reformierte Kirchen                           | 31.000         |
| Vereinigtes Königreich | Vereinigte Freikirche von Schottland                                            | Reformierte Kirchen                           | 4.400          |
| Vereinigtes Königreich | Vereinigte Reformierte Kirche                                                   | Vereinigte und sich vereinigende Kirchen      | 85.000         |